# Jacques Paul Vergnes
Pour les articles homonymes, voir Vergnes.
Jacques Paul Vergnes, né le 19 avril 1755 à Tonneins (Lot-et-Garonne), mort le 12 février 1841 à Marmande (Lot-et-Garonne), est un général français de la Révolution et de l’Empire.

## États de service
Il entre en service le 31 janvier 1773, comme élève à l’école royale du génie de Mézières, et il en sort le 18 janvier 1775 avec le grade de lieutenant. Il reçoit son brevet de capitaine le 19 mars 1786 à l’armée du Nord, et celui d’adjudant-général lieutenant-colonel le 15 novembre 1792, à l’armée de l'Intérieur.
Il est nommé colonel le 2 février 1793, à l’armée du Nord, et il est promu général de brigade le 5 mai 1793. Il assume les fonctions de chef d’état-major de l’armée des côtes de Brest, et le 29 juin il participe à la défense de Nantes. Il est suspendu de ses fonctions le 14 octobre 1793, soupçonné de trahison, il est arrêté à Rennes le 2 novembre 1793.
Il est mis en congé de réforme le 13 novembre 1799, et le 2 mars 1800, il devient préfet de Haute-Saône, poste qu’il occupe jusqu’au 25 février 1804. Le 15 août 1809, il est rappelé en activité, comme commandant de 3 cohortes de la Garde nationale envoyé à l’armée d’Anvers, et il est remis en non-activité le 20 octobre 1809. Il est admis à la retraite le 11 juin 1811.
Il est le premier président de la société d'agriculture, lettres, sciences et arts de la Haute-Saône, de 1801 à 1805.
Il est mort le 12 février 1841, à Marmande.

## Sources
1. ↑  Bulletin, Vesoul, A. Suchaux, 1935, 182 p. (lire en ligne)

- (en) « Generals Who Served in the French Army during the Period 1789 - 1814: Eberle to Exelmans »
- Thierry Pouliquen, « Les généraux français et étrangers ayant servis [sic] dans la Grande Armée » (consulté le 6 avril 2015)
- Jacques Paul Vergnes  sur roglo.eu
- Pierre Jullien de Courcelles, Dictionnaire historique et biographique des généraux français : depuis le onzième siècle jusqu'en 1822, Tome 9, l’Auteur, 1823, 564 p. (lire en ligne), p. 426.
- Étienne Charavay, Correspondance générale de Carnot, tome 3, imprimerie Nationale, 1897, p. 3.
- (pl) « Napoléon.org.pl »